# Scarpa d'oro 1977
La Scarpa d'oro 1977 è il riconoscimento calcistico che è stato assegnato al miglior marcatore assoluto in Europa tenendo presente le marcature segnate nel rispettivo campionato nazionale nella stagione 1976-1977. Il vincitore del premio è stato Dudu Georgescu del Dinamo Bucarest con 47 reti nella Divizia A.
| Pos | Campionato          | Nome           | Squadra         | Gol |
| --- | ------------------- | -------------- | --------------- | --- |
| 1   | Divizia A           | Dudu Georgescu | Dinamo Bucarest | 47  |
| 2   | Nemzeti Bajnokság I | Béla Várady    | Vasas           | 36  |
| 3   | Eredivisie          | Ruud Geels     | Ajax            | 34  |
| 3   | Bundesliga          | Dieter Müller  | Colonia         | 34  |